# 柴湾駅
柴湾駅（さいわんえき）は、香港香港島東区にある香港鉄路（港鉄 MTR）港島線の終着駅、港島線の唯一の高架駅である。1985年5月31日に開業した。

## 駅構造
- 島式ホーム1面2線の高架駅。

| U2 ホーム     | ➊番線                            | ←■港島線堅尼地城方面                     |
| U2 ホーム     | 島式ホーム、左／右側のドアが開く |                                          |
| U2 ホーム     | ➋番線                            | ←■港島線堅尼地城方面                     |
| U1 コンコース | コンコース                       | 客務中心、車站商店                       |
| U1 コンコース | コンコース                       | 恒生銀行、自動サービス、 自動券売機、ATM |
| G 地上        | -                                | 出口、公共運輸交匯処                     |

### 出口
| 出口番号 | 出口表示 | 目的地 |
| -------- | -------- | --- |
| 出口 · A | 新翠花園 | 新翠花園、柴湾市政ビル、神召会フィリピン堂、楽軒臺、新翠商場、公共図書館、救世軍中原慈善基金学校、環翠邨、茵翠苑、青年広場、悦翠苑、小西湾、工業区、柴湾遊泳池                             |
| 出口 · B | 吉勝街   | 吉勝街、民政事務処、康翠台、康民街、羅屋民俗館、楽翠台、婦女／学生健康中心 |
| 出口 · C | 利衆街   | 利衆街、バスターミナル、東貿広場、看通中心、寧富街、東区パメラ・ユード病院 |
| 出口 · D | 怡翠苑   | 怡翠苑、柴湾公園、柴湾体育館、杏翠苑、港大同学会小学、伊斯蘭脱維善紀念中学、聖公会李福慶中学、翠楽邨、翠湾邨、宏徳居、漁湾邨、漁湾社区会堂、香港高等教育科技学院、香港専業教育学院柴湾分校 |
| 出口 · E | 興華邨   | 興華邨、文理書院、柴湾浸信会、扶康会興華中心、政府合署、興華社区会堂、母嬰健康院、香港西区扶輪社匡智晨輝学校                                                                               |

### 店舗
商店
- OK便利店
- 美心西餅
- 東海堂
- The Body Shop
- 恒生銀行

自動サービス
- 恒生銀行ATM
- 中銀香港ATM
- 自動券売機
- 自動サービス
- 郵政サービス

## 交通
バス
- 8、81、82M、106、118、388、606、606X、682、694、A12、NA12

小巴
- 港島小型バス：
  - 16A - 柴湾駅 ↔ 慈氏護養院
  - 16M - 柴湾駅 ↔ 舂磡角
  - 16X - 柴湾駅 ↔ 赤柱
  - 18M - 柴湾駅 ↔ 哥連臣角（懲教所）
  - 20M - 柴湾（常安街）↔ 興民邨
  - 43M - 柴湾駅 ↔ 峰華邨
  - 47M - 柴湾駅 ↔ 小西湾（富景花園）
  - 48M - 柴湾駅 ↔ 東区パメラ・ユード病院

## 歴史
- 1985年5月31日 - 開業。

## 駅周辺
- 柴湾体育館
- 新翠商場
  - 元気寿司
  - ケンタッキー・フライド・チキン
  - スターバックス
  - セブンイレブン
  - ファンケル
  - 山崎製パン
- DON DON DONKI アイランドリゾートモール店（2021年2月4日オープン[1]
- 羅屋民俗館
- 東区尤徳夫人那打素医院

## 画像

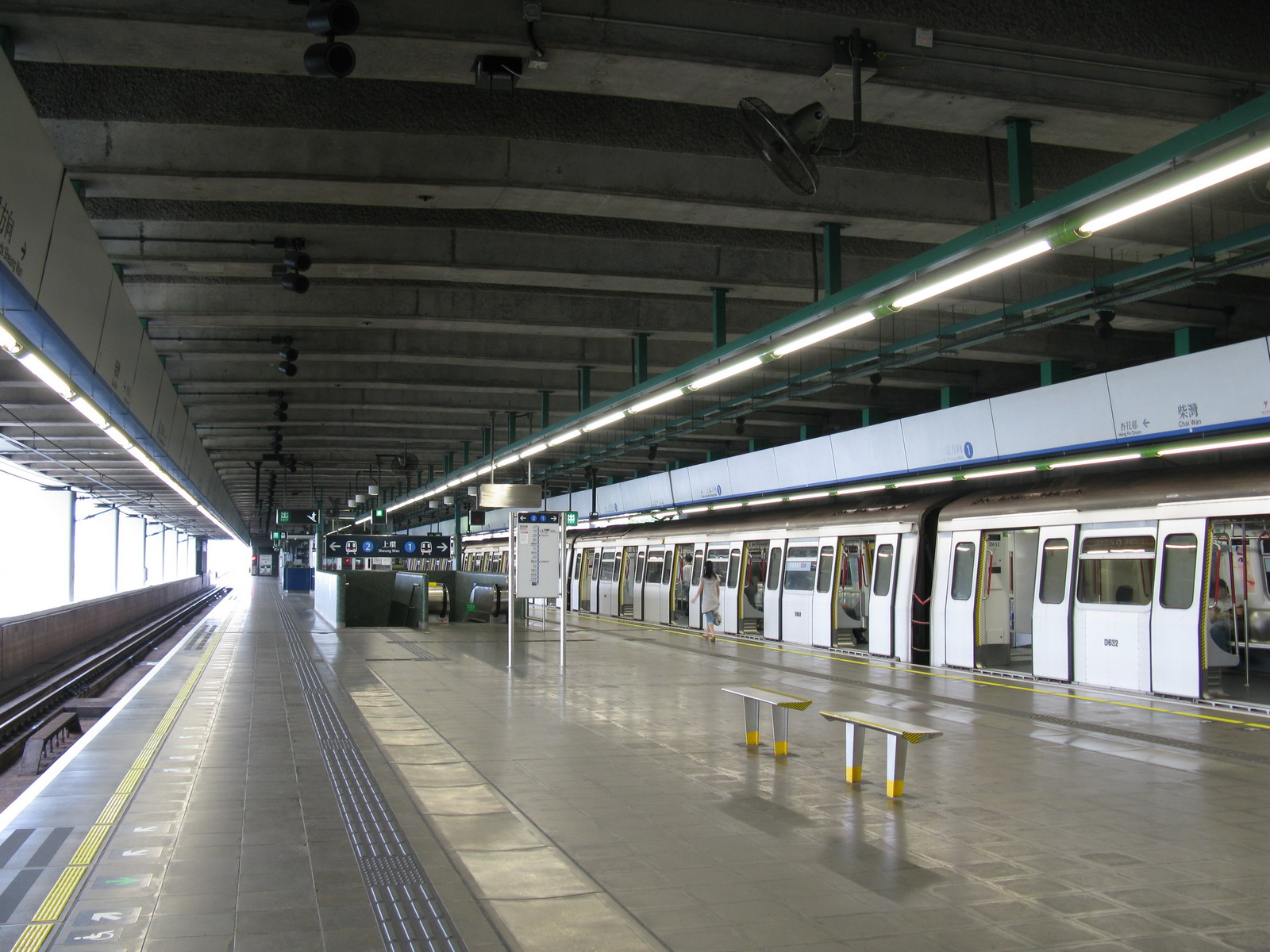
ホーム
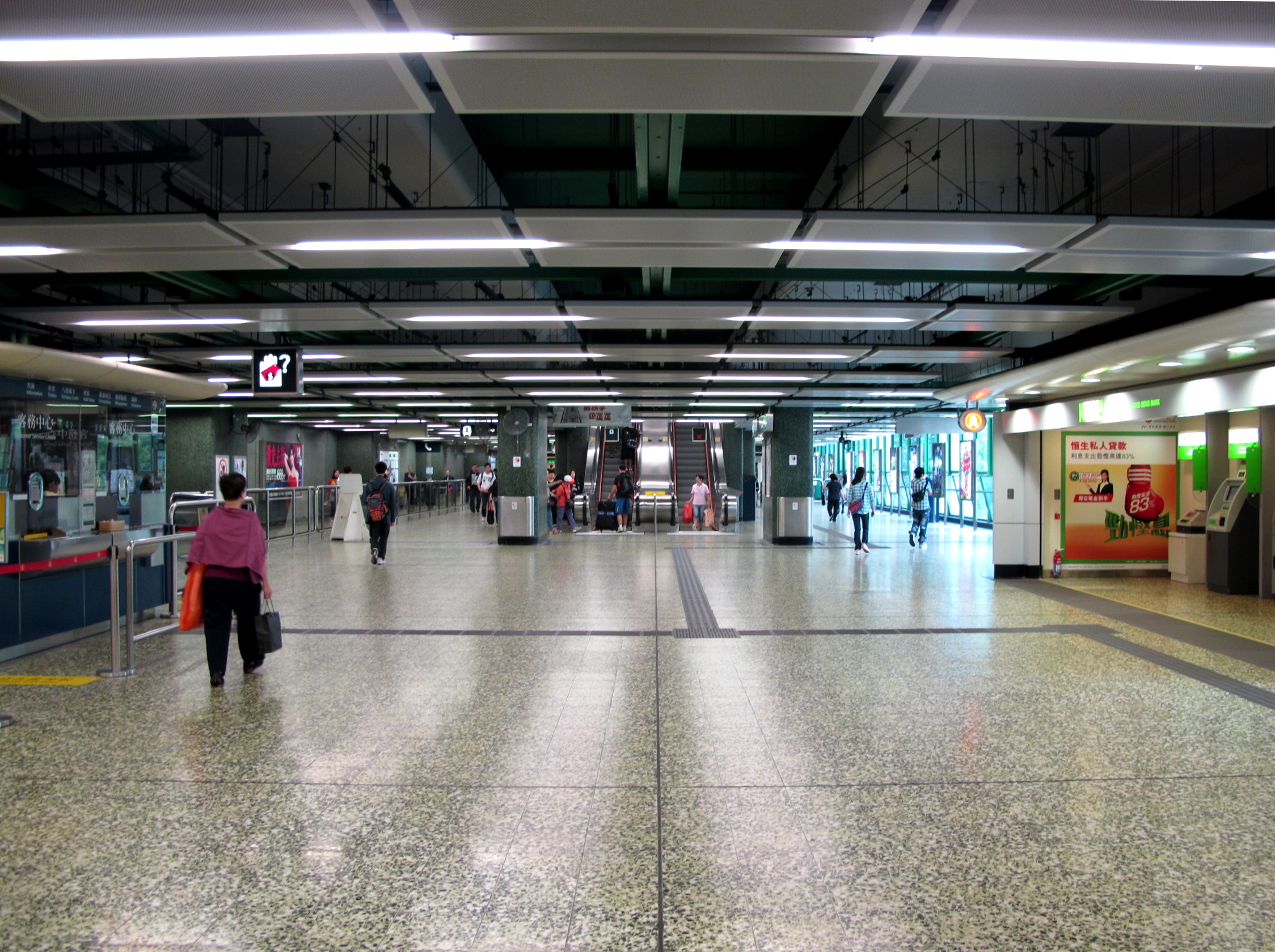
コンコース
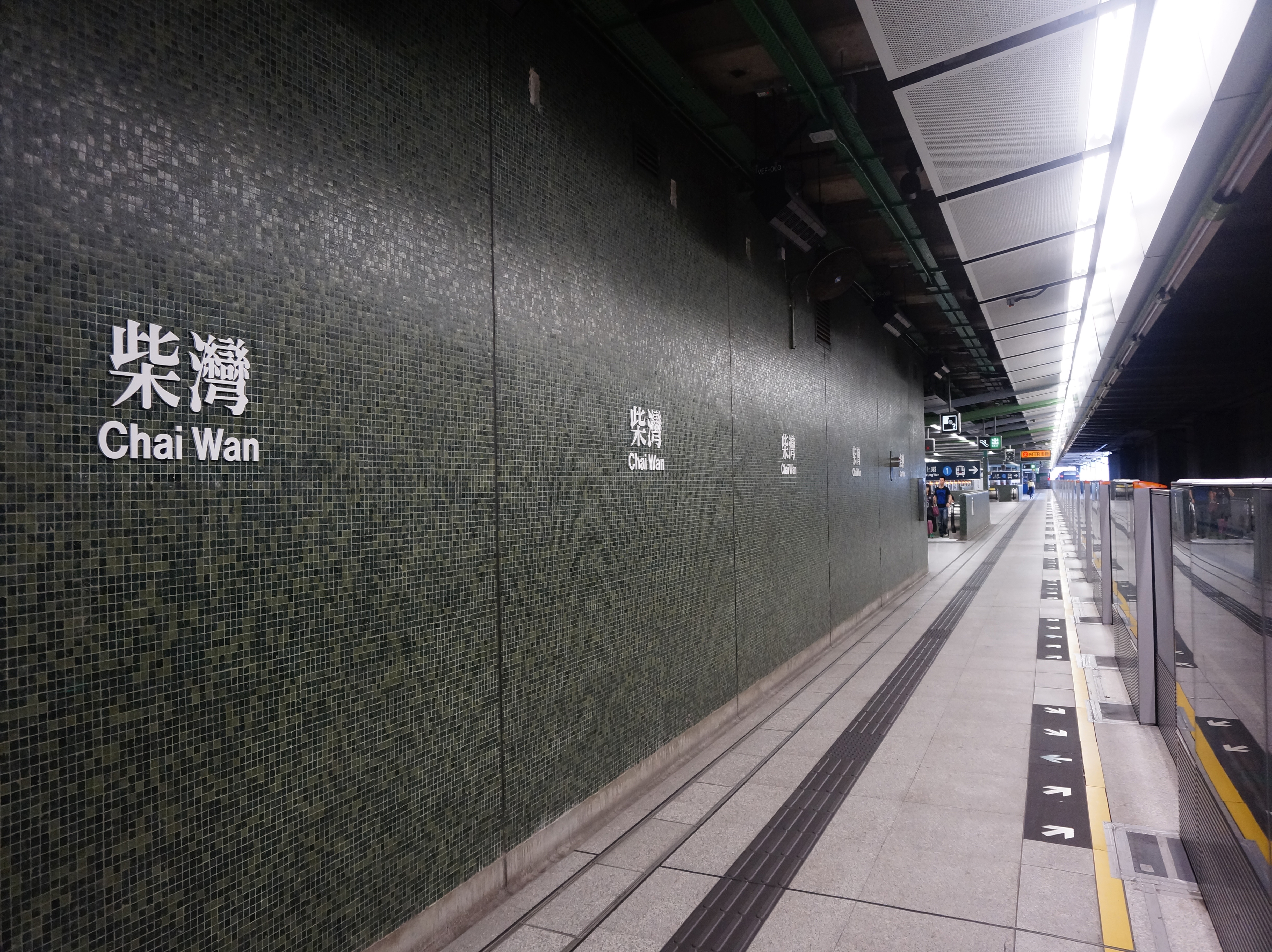
ホーム
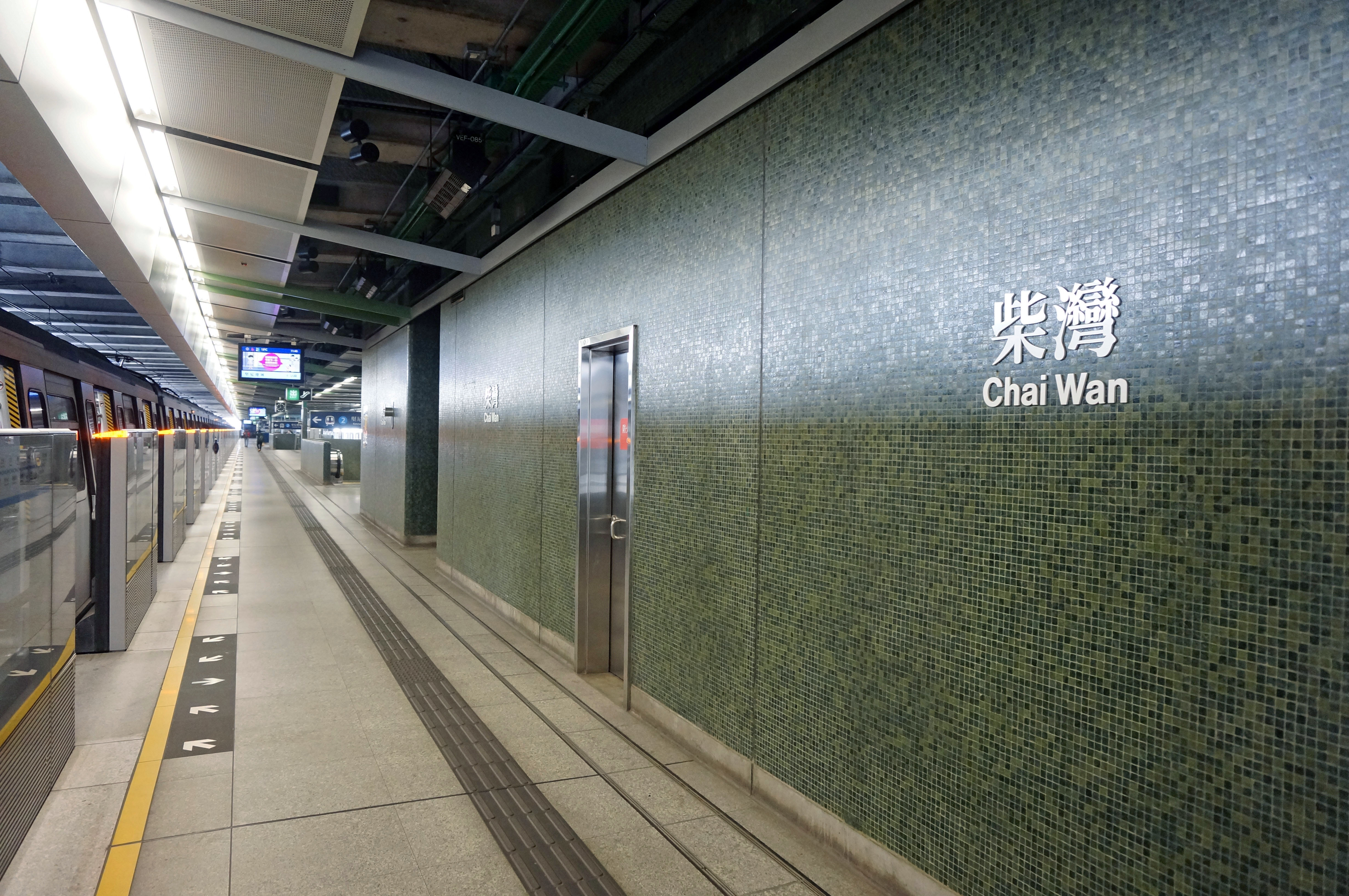
2番線ホーム

## 隣の駅
香港鉄路
■港島線
杏花邨駅 - 柴湾駅